# Batalha de Aquilônia
A Batalha de Aquilônia foi travada em 293 a.C. entre as forças da República Romana e os samnitas. Os romanos, liderados pelos cônsules Lúcio Papírio Cursor e Espúrio Carvílio Máximo, venceram o combate, que é considerada a última grande batalha da Terceira Guerra Samnita. Mas a região só seria pacificada em 290 a.C., pelo cônsul Mânio Cúrio Dentato. A partir de então, Roma passou a ser a força dominante em toda a Itália central, incluindo Sâmnio e a Campânia.

## História
Segundo Lívio, os samnitas precisavam desesperadamente de soldados e, por isso, convocaram um concílio geral em Aquilônia, obrigatório para todos os homens em idade militar. Lá, todos juraram lealdade e foram forçados a entrar para o exército, sob pena de serem mortos no local e terem seus corpos acrescentados à uma pilha no local como uma lembrança para os próximos. Os mais experientes ou os que tinham amigos no exército entraram para a chamada "Legião de Linho", assim chamada por causa das túnicas de linho colorido que vestiam. 
Ainda segundo o historiador romano, "pullarius" (responsável pelo cuidado das galinhas sagradas) do exército romano relatou falsos auspícios ao cônsul e foi descoberto antes da batalha. Papírio decidiu que o mau presságio era aplicável apenas ao pullarius em questão e o colocou na primeira fileira de suas linhas. Quando ele foi morto por uma lança ainda antes do início do combate, aparentemente a interpretação de Papírio se realizou.

## Batalha
Durante a batalha, a linha samnita conseguiu se manter por bastante tempo. Porém, uma nuvem de poeira levantada pela cavalaria auxiliar de Papírio assustou os samnitas e convenceu os próprios romanos de que o exército de Carvílio, que estava cercando uma outra cidade, havia chegado. Uma carga de cavalaria no centro da linha samnita finalmente rompeu as fileiras samnitas, que começaram a fugir. 
Depois do combate, os samnitas fugiram para a cidade de Aquilônia e para seu campamento, que foi capturado e saqueado pelos romanos. A cidade, porém, se mostrou uma tarefa mais difícil, mas também acabou por ser capturada e, com ela, muitos dos sobreviventes samnitas, que foram massacrados. Os espólios tomados neste dia foram tão extravagantes que, segundo Lívio, havia ouro e prata suficiente para decorar todos os edifícios públicos de Roma e ainda sobraria para a decoração de edifícios públicos de outras cidades romanas também.
O cônsul Papírio Cursor recebeu um triunfo unânime e um período de sete dias de agradecimento foi declarado em sua homenagem.

## Local da batalha
A localização provável desta batalha é a cidade de Agnone, em Molise. Porém, havia uma outra cidade romana chamada Aquilônia, a moderna Lacedonia, na Campânia, que antigamente se supunha ser o local desta batalha. Por conta desta crença, a cidade vizinha de "Carbonara" alterou seu nome, em 1861, para Aquilônia.